# 21750 Tartakahashi
A 21750 Tartakahashi (ideiglenes jelöléssel 1999 RG173) a Naprendszer kisbolygóövében található aszteroida. A LINEAR projekt keretében fedezték fel 1999. szeptember 9-én.